# クリスマス・オラトリオ (サン＝サーンス)

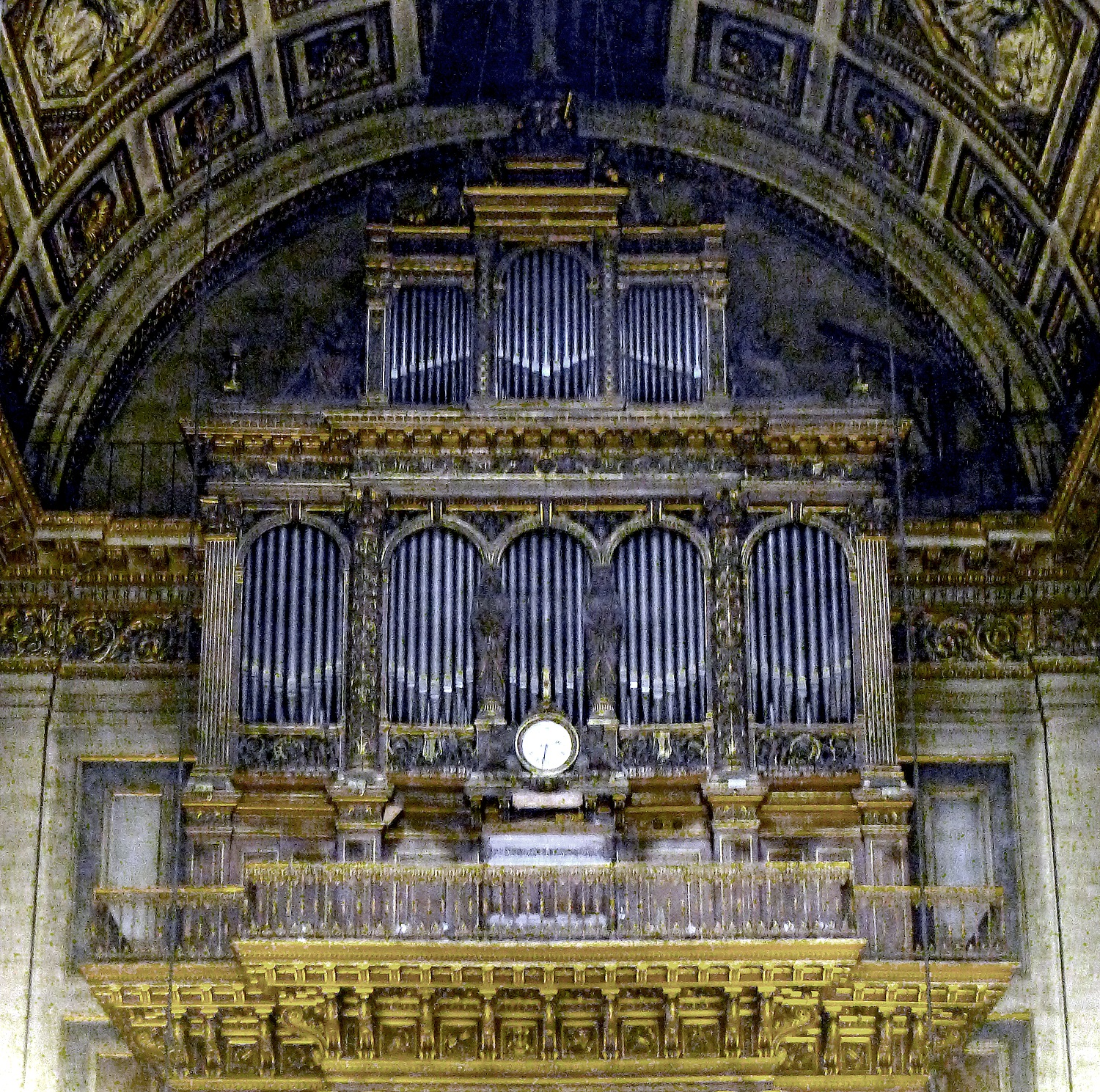
本作が初演されたマドレーヌ寺院にあるアリスティド・カヴァイエ＝コル建造の大オルガン。

『クリスマス・オラトリオ』（フランス語: Oratorio de Noël）作品12 は、カミーユ・サン＝サーンスが作曲したカンタータ風の楽曲。マドレーヌ寺院のオルガニスト職を務める傍ら作曲に取り組んだサン＝サーンスは、2週間もかからぬうちに書き上げて初演予定であった1858年のクリスマスの10日前に完成させた。本作の声楽譜はサン＝サーンスの同僚で作曲家、オルガニストであったウジェーヌ・ジグーによって後に整えられた。

## テクスト
サン＝サーンスはウルガタ（ラテン語訳聖書）から数編の韻文を選択して本作に用いている。「これらのテクストは単一の典拠によるものではないが、クリスマス周辺の伝統的な教会の礼拝がサン＝サーンスに影響を与えたことは明らかである。彼が採用したテクストの約半数が2つのクリスマスの時課の異なる部分に合致する。深夜に行われる最初のミサと明け方に行われる2つ目のミサである。」ある者は本作を「人間ドラマに関心を示すことなく、[クリスマスの]時課の聖句を音楽で高めるもの」と表現している。
テクストの説話的部分はルカによる福音書の第2節から採られており、第2曲において羊飼いが関係する伝統的なクリスマスの逸話を物語る。その他のテクストはヨハネによる福音書、イザヤ書、哀歌、詩篇より、それぞれ含意と出来事の重要性に基づいて選択されている。

## 編成
5人の独唱者（ソプラノ、メゾソプラノ、アルト、テノール、バリトン）、混声合唱、オルガン、ハープ、弦楽合奏。
女声合唱はある楽章中で4部に分けられている。オルガンはしばしば独奏パートをあてがわれるなど重要な役割を果たすが、ハープの出番は3曲に留まっている。

## 楽曲構成
本作の構成は「ほとんどカンタータの域を脱するものではないが、音楽的にはオラトリオの様式で組み立てられている。」しかし、「楽曲の短さ、および礼拝中に演奏されることを意図して作られたという事実により、この作品は伝統的な宗教カンタータに近い性格と目的に位置付けられる」のである。構造的には本作は後世のオラトリオより、バロック初期の当ジャンルの作品に非常に近接したものを備えている。
サン＝サーンスは本作を前奏曲に続く9つの声楽曲の計10曲で構成した。前奏曲が終わるとレチタティーヴォと合唱が始まり、小さい合奏に伴われたひとりの独唱者から次第に力を増し、全楽器と声楽を巻き込むまでに発展する。合唱の斉唱は第2、第6、そして終曲に置かれ、第4曲ではテノール独唱を女声合唱が下支えする。
独唱にはいくつかの華麗なエピソードが与えられており、合唱にも熱狂的な場面が1か所設けられているが、作品の大半は落ち着いて抒情的な性格となっている。サン＝サーンスがバッハ、ヘンデル、モーツァルト、ベルリオーズら他の合唱作品を研究した影響が如実に表れており、中でも顕著なのはバッハの『クリスマス・オラトリオ』とグノーの『聖セシリア荘厳ミサ曲』の影響である。

### 曲の配列
1. 前奏曲（バッハの様式による）、オルガンと弦楽合奏
2. レチタティーヴ「Et pastores erant」 ソプラノ、アルト、テノール、バリトン独唱、オルガンと弦楽合奏
「Gloria in altissimis」 混声合唱、オルガンと弦楽合奏
3. エア「Exspectans expectavi」 メゾソプラノ独唱、オルガンと弦楽合奏
4. エアと合唱「Domine, ego credidi」  テノール独唱、女声合唱、オルガンと弦楽合奏
5. 二重唱「Benedictus」 ソプラノ、バリトン独唱、オルガンとハープ
6. 合唱「Quare fremuerunt gentes」 混声合唱、オルガンと弦楽合奏
7. 三重唱「Tecum principium」 ソプラノ、テノール、バリトン独唱、オルガンとハープ
8. 四重唱「Laudate coeli」 ソプラノ、メゾソプラノ、アルト、バリトン独唱、オルガンと弦楽合奏
9. 五重唱と合唱「Consurge, filia Sion」 全ての独唱者、合唱、オルガン、弦楽合奏とハープ
10. 合唱「Tollite hostias」 混声合唱、オルガンと弦楽合奏